# Alfa Romeo B.A.T. 5
La B.A.T. 5, Berlinetta B.A.T. Aerodinamica Tecnica n°5, è la prima concept car della serie B.A.T. realizzata dalla Bertone sull'autotelaio dell'Alfa Romeo 1900C presentata al salone dell'automobile di Torino nel 1953.

## Il contesto
La B.A.T. 5 fu la prima auto delle tre B.A.T. ad essere lanciata al Salone dell'Automobile di Torino 1953. Nuccio Bertone chiese a uno dei suoi designer, Franco Scaglione, di disegnare una vettura sull'autotelaio dell'Alfa Romeo 1900C che riducesse al minimo il coefficiente di resistenza aerodinamica e contemporaneamente fosse capace di stupire il pubblico dei saloni e la dirigenza Alfa Romeo col proprio design avanzato.
Il risultato fu la B.A.T. 5, una vettura rivoluzionaria frutto del talento e degli studi aerodinamici empirici di Franco Scaglione che, sotto la supervisione di Ezio Cingolani, responsabile dello sviluppo e della produzione del progetto, perfezionò i concetti ereditati dall'aeronautica già espressi precedentemente sull'Abarth 1500 Biposto.
La carrozzeria, che si prefigge di abbassare la resistenza aerodinamica al minimo ed annullare le turbolenze generate dalle ruote alle alte velocità, venne realizzata tutta a mano dai battilastra della Bertone direttamente a grandezza naturale, dopo pochi schizzi. La maggior parte degli aggiustamenti vennero eseguiti da Franco Scaglione stesso in fase di modellazione sotto l'occhio vigile di Nuccio Bertone.
Il risultato raggiunto da Bertone è un'auto estremamente leggera, soli 1100 kg, con una carrozzeria rifinita in grigio con dettagli rossi ricca di curve, grandi sbalzi anteriore e posteriore, ruote carenate, abitacolo "a goccia", e soprattutto grandi pinne sui parafanghi posteriori.
Il frontale è caratterizzato da una grande presa d'aria sdoppiata tra i parafanghi allungati che integrano i fari a scomparsa e dall'assenza della tipica calandra triangolare Alfa Romeo, sostituita da un "naso" in metallo integrato nella scocca.
La fiancata di forma ellittica, oltre alle pinne posteriori, presenta le ruote anteriori e posteriori carenate e una grande apertura di sfogo dell'aria dietro il passaruota anteriore, su cui è applicato lo stemma Bertone. L'abitacolo ha una forma a goccia molto filante con finestrini laterali angolati a 45° rispetto al corpo-vettura e un grande parabrezza panoramico che si integra perfettamente con il padiglione quasi piatto.

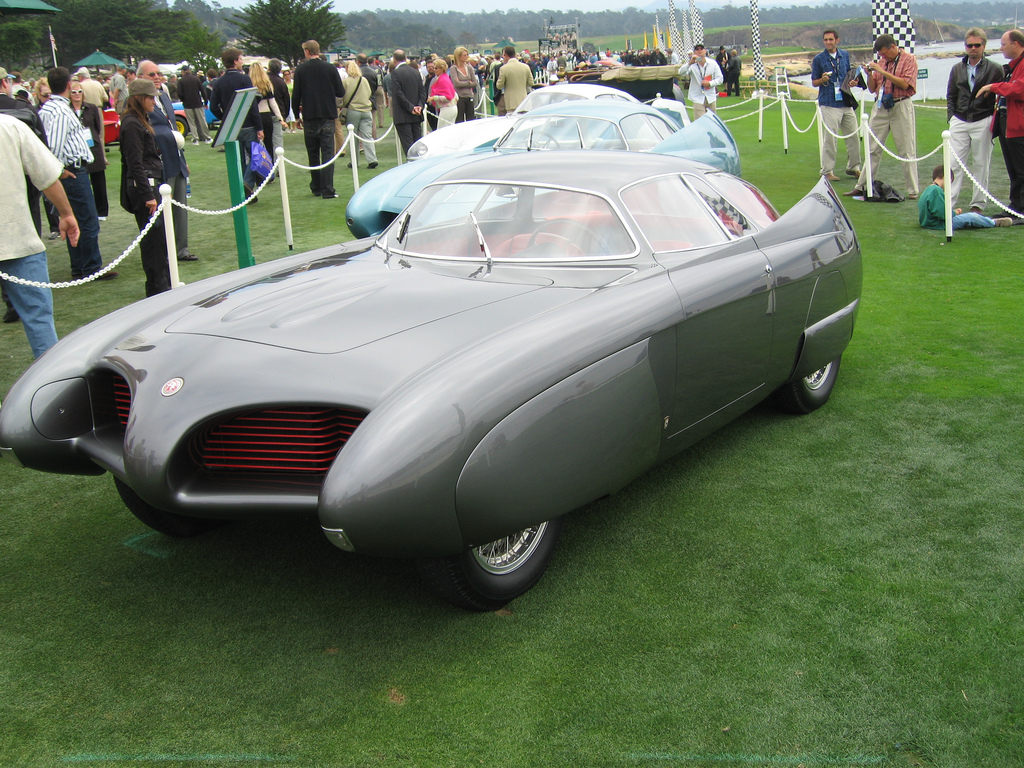
La B.A.T. 5 al Pebble Beach Concours d'Elégance, davanti alle sue sorelle B.A.T. 7 e B.A.T. 9

La parte più appariscente, però, è certamente la coda che sfoggia un enorme lunotto diviso in due parti da una sottile striscia di lamiera, concetto ripreso poi dalla Chevrolet Corvette Stingray, due piccoli fanali circolari e due catadiottri allungati integrati nella parte bassa della carrozzeria, il terminale di scarico sdoppiato nero al centro e da due "pinne" alte quasi quanto il tetto, con una feritoia ognuna e leggermente incurvate verso l'interno.
L'abitacolo al contrario è piuttosto semplice, con due sedili dalla forma sportiva e pannelli delle porte rivestiti in pelle rossa, tappetini chiari, un cruscotto in tinta con la carrozzeria e una piccola cupola su cui sono posti gli strumenti di bordo. Il volante a tre razze con corona in legno, i tre strumenti circolari, la leva del cambio a cloche e la pedaliera venivano direttamente dall'Alfa Romeo 1900C SS.

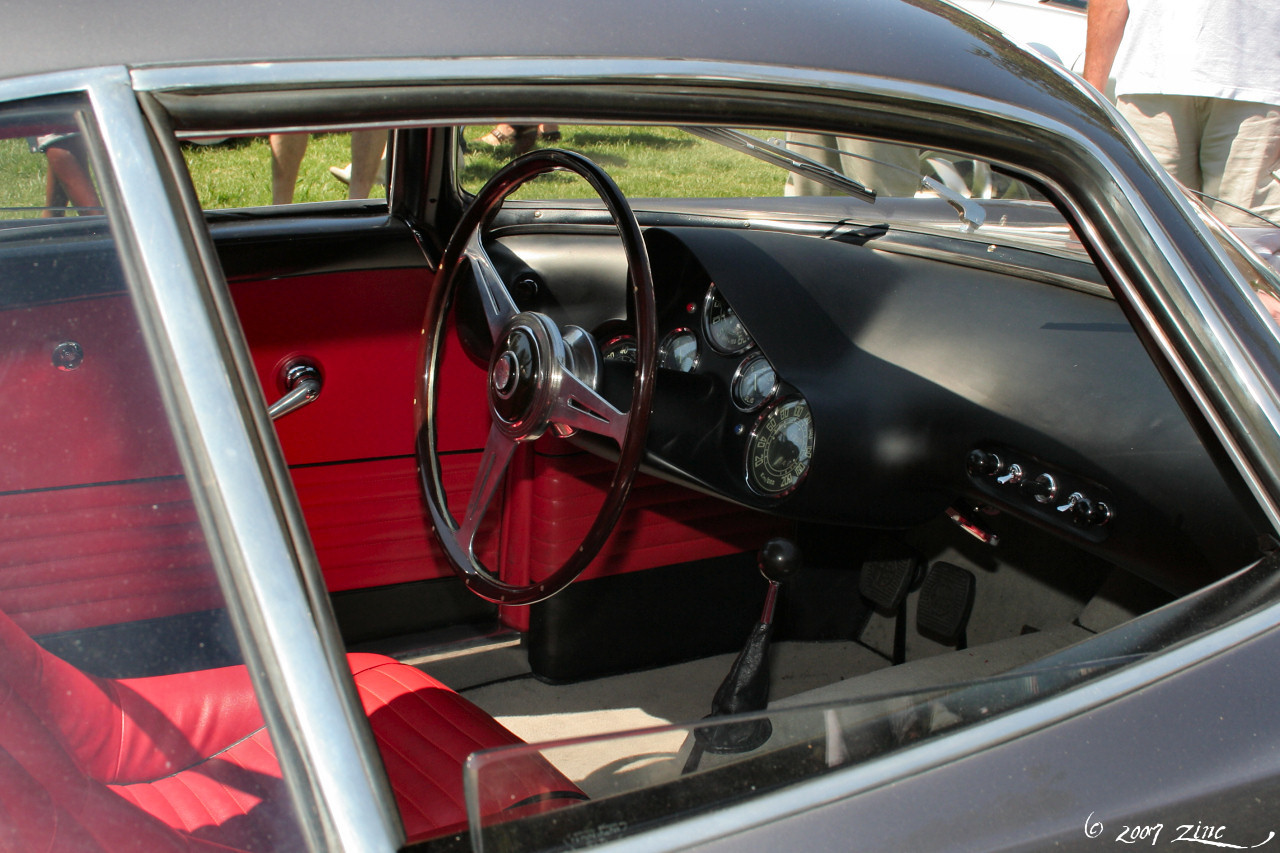
Gli interni della B.A.T. 5

Inoltre questa linea così stupefacente non è fine a se stessa ma è anche molto aerodinamica, la B.A.T. 5 poteva vantare infatti un Cx di 0.23 che consentirebbe all'auto di raggiungere i 200 km/h di velocità massima, oltre 30 km/h in più della 1900 C SS con lo stesso motore da 100 CV. In quel periodo la Bertone non possedeva una galleria del vento e per ottenere le preziose informazioni aerodinamiche necessarie al progetto utilizzarono un sistema, comune all'epoca, basato su alcuni fili di lana. Questi venivano applicati alla carrozzeria delle auto che venivano guidate su strada a diverse velocità e fotografate da un'altra vettura affiancata per osservare i movimenti dei fili di lana al vento.
Al Salone dell'Automobile di Torino la vettura fu un successo immediato che colpì il pubblico con la sua notevole "presenza scenica" dovuta al disegno della carrozzeria aerodinamica.

### Dopo il salone
Dopo il Salone di Torino la B.A.T. 5 venne venduta il 1º ottobre 1953 all'importatore e pilota americano di auto europee Stanley "Wacky" Arnolt per soli 7650 $. L'auto è stata quindi spedita in California, dove Arnolt la guidò per oltre 30 anni. Negli anni '80 la vendette e venne restaurata per fare il suo debutto al pubblico insieme alla B.A.T. 7 e alla B.A.T. 9, 36 anni dopo il Salone di Torino, al Pebble Beach Concours d'Elégance 1989, dove per la prima volta tutte e tre le auto apparvero insieme.
Dopo essere state esposte tutte insieme al Blackhawk Museum di Danville, California, le tre concept sono state vendute tutte insieme per 14,8 milioni di dollari.